# Svobodné město Gdaňsk
Svobodné město Gdaňsk (německy Freie Stadt Danzig, polsky Wolne Miasto Gdańsk, dobově svobodné město Gdansko nebo Gdánsko<pozn>Pozn.: Podle starší příručky BAČKOVSKÝ, František. Slovníček opravených chyb pravopisných. Na Král. Vinohradech: F. Bačkovský, 1886, s. 18. Dostupné také z: https://ndk.cz/uuid/uuid:2cc8df60-e3e4-11e7-8cdd-5ef3fc9bb22f správně Gdánsko.</pozn>) byl polosuverénní městský stát v Gdaňsku a jeho okolí.
Svobodné město Gdaňsk vzniklo v listopadu 1920 na území odstoupeném Německou říší na základě Versailleské smlouvy. Zaniklo spojením s nacistickou Německou říší v září 1939. Dnes je jeho území součástí Polska.

## Dějiny
10. ledna 1920 vstoupila v účinnost Versailleská smlouva. Na základě jejích článků 100 až 108 Německá říše odstoupila území k vytvoření Svobodného města Gdaňsk. Ten byl na tomto území ustaven 15. listopadu 1920. S vytvořením Svobodného města Gdaňsk nesouhlasilo Polsko (které požadovalo připojení území k Polsku), ani místní obyvatelstvo (které požadovalo spojení s Německem).
Ve 20. letech se území Gdaňsku stalo střediskem židovského vystěhovalectví do Severní Ameriky. Mezi lety 1920 až 1925 se přes Gdaňsk vystěhovalo za Atlantik přibližně 60 000 Židů. Židovské společenství ve městě bylo vystaveno represi a na území Svobodného města Gdaňsk byly poprvé mimo Německo zavedeny Norimberské zákony.
Politicky bylo území Gdaňsku baštou nejdříve německých konzervativních sil a později nacistů. Ve volbách v roce 1933 získala NSDAP v gdaňském sněmu absolutní většinu, která se v roce 1935 dále zvýraznila.
1. září 1939 začal ostřelováním polského muničního skladu na Westerplatte německý útok na Polsko. Tohoto útoku se na německé straně účastnily i jednotky SS-Heimwehr Danzig.

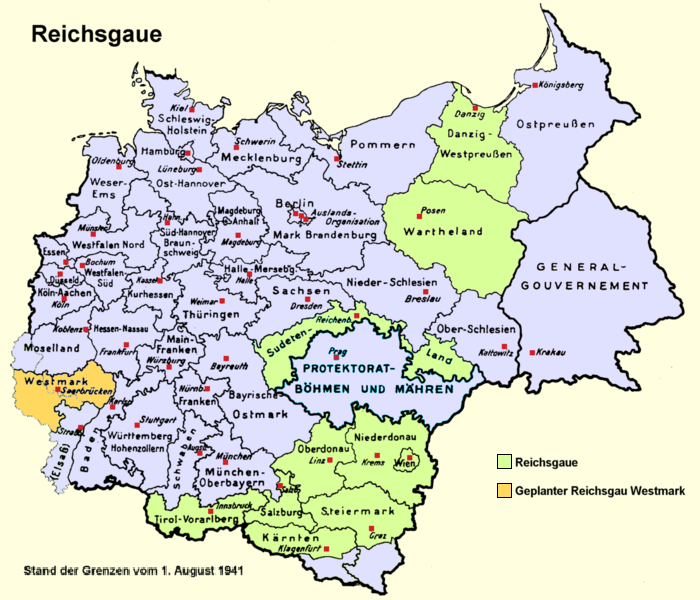
Říšské župy nacistické Německé říše

Spolu s vypuknutím války se Svobodné město Gdaňsk prohlásilo nezávislým na Společnosti národů i Polsku. Představitel státu Albert Foster vyhlásil 2. září 1939 jeho připojení k Německé říši. Toto připojení však neproběhlo v souladu s ústavou Svobodného města Gdaňsk a bylo tedy právně neplatné.
Území státu bylo včleněno do Německa jako „bývalé Svobodné město Gdaňsk“ (ehemalige Freie Stadt Danzig). Posléze se stalo součástí nové říšské župy Západní Prusko (Reichsgau Westpreußen) přejmenované v listopadu 1939 na Reichsgau Danzig-Westpreußen (Říšská župa Gdaňsk-Západní Prusko).
Po porážce Německa ve druhé světové válce se na základě Postupimské dohody stalo území Svobodného města Gdaňsk součástí Polska a drtivá většina původních obyvatel se musela vystěhovat do Německa, město bylo osídleno Poláky.

## Suverenita
Svobodné město Gdaňsk nebylo plně suverénní. Bylo pod ochranou Společnosti národů a ve vnějších vztazích jej zastupovalo Polsko, se kterým bylo v celní unii. Polsko mělo ve správě i železniční dráhu, která území Svobodného města Gdaňsk spojovala s územím Polska, a získalo Westerplatte (původně městskou pláž Gdaňsku), na které byla umístěna polská vojenská posádka. Ve městě byla i zvláštní polská pošta (vedle místní pošty).
Vysokými komisaři Společnosti národů pro Svobodné město Gdaňsk byli postupně:
|    | Jméno                      | Období    | Stát               |
| -- | -------------------------- | --------- | ------------------ |
| 1  | Reginald Thomas Tower      | 1919–1920 | Spojené království |
| 2  | Edward Lisle Strutt        | 1920      | Spojené království |
| 3  | Bernardo Attolico          | 1920      | Itálie             |
| 4  | Richard Cyril Byrne Haking | 1921–1923 | Spojené království |
| 5  | Mervyn Sorley McDonnell    | 1923–1925 | Spojené království |
| 6  | Joost Adriaan van Hamel    | 1925–1929 | Nizozemsko         |
| 7  | Manfredi di Gravina        | 1929–1932 | Itálie             |
| 8  | Helmer Rosting             | 1932–1934 | Dánsko             |
| 9  | Seán Lester                | 1934–1936 | Irsko              |
| 10 | Carl Jacob Burckhardt      | 1937–1939 | Švýcarsko          |

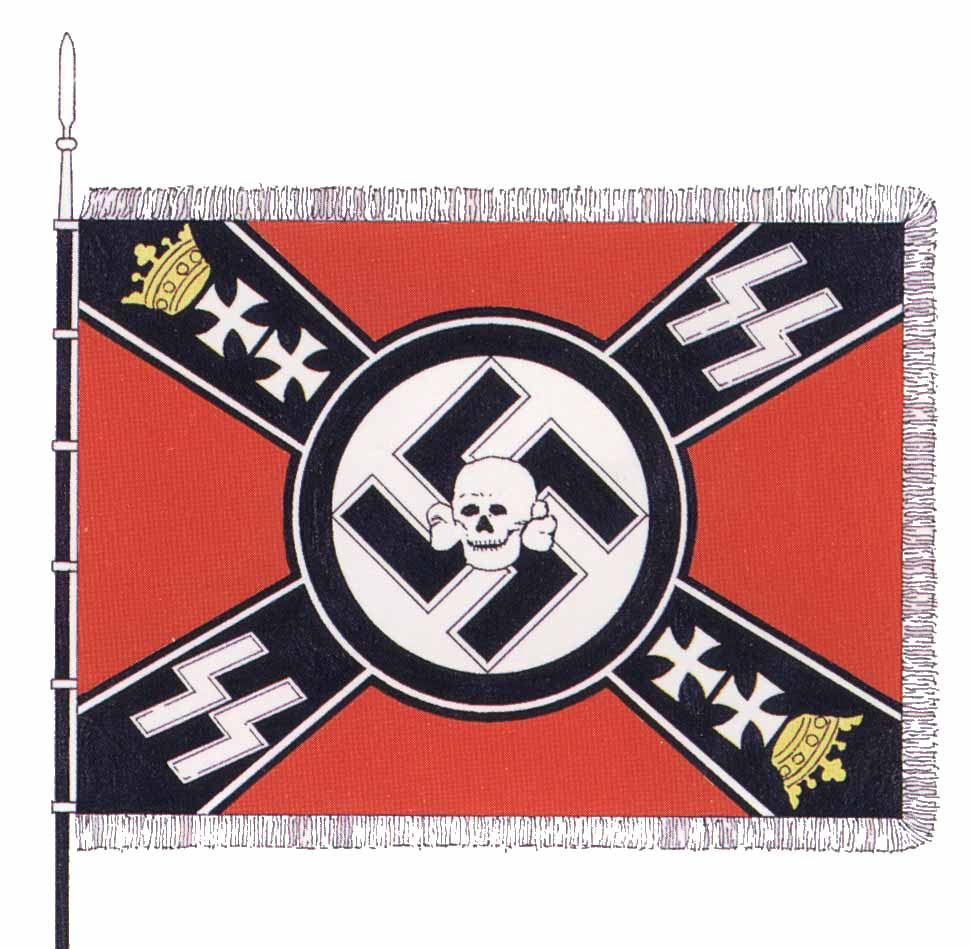
Vlajka SS-Heimwehr Danzig

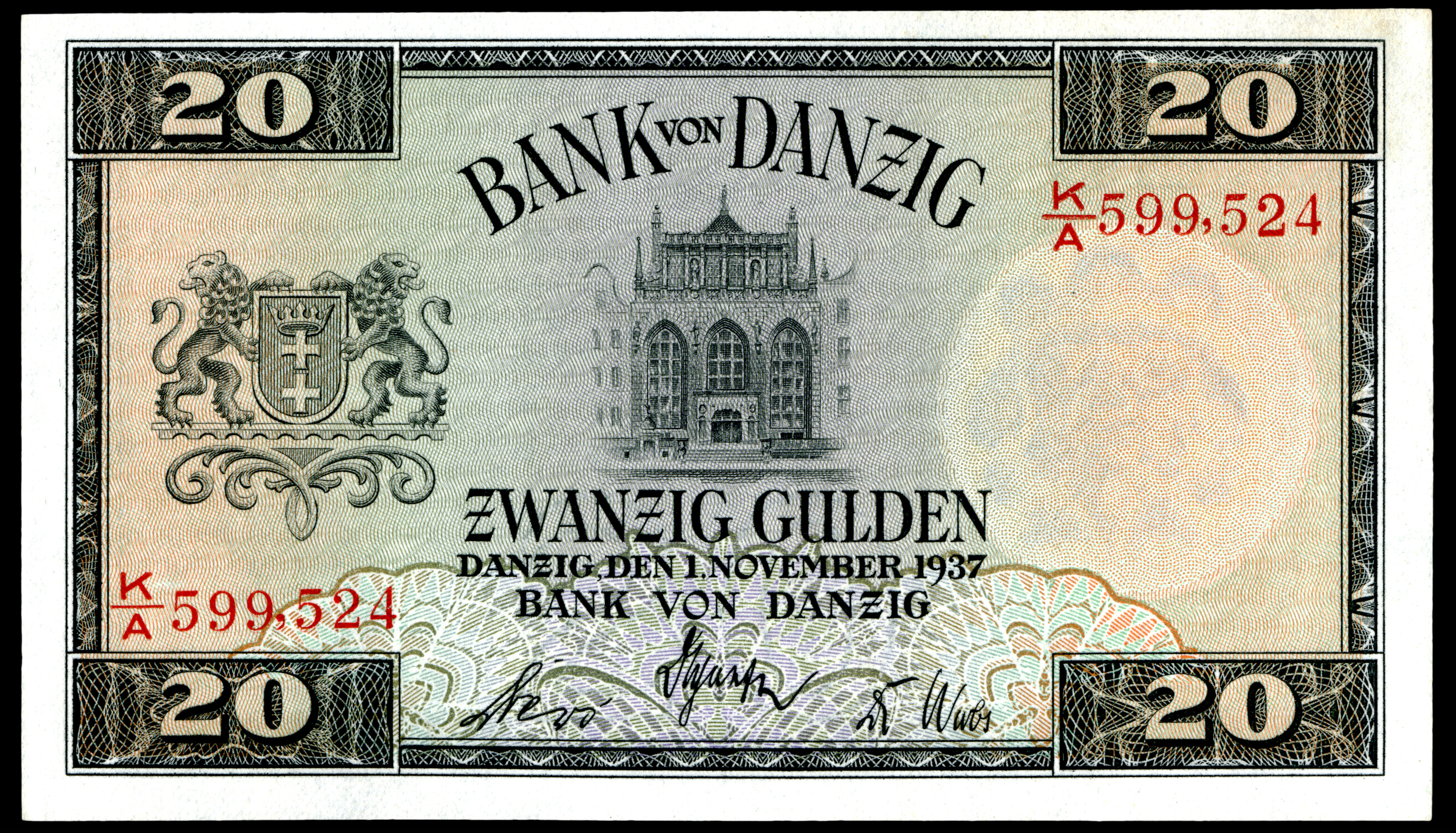
Dvacetiguldenová gdaňská bankovka z roku 1937

Do roku 1923 se ve Svobodném městě Gdaňsku platilo německou markou, 18. prosince 1923 byl zaveden vlastní gdaňský gulden.
Svobodné město Gdaňsk po většinu své existence nemělo své vojsko. V předvečer druhé světové války rozhodlo gdaňské zastupitelstvo ovládané NSDAP o vytvoření vlastních ozbrojených sil a 20. června 1939 vznikla „Gdaňská domobrana“ (Heimwehr Danzig), existující v rámci organizace SS jako SS-Heimwehr Danzig. Její jednotky se spolu s německými, slovenskými a později i sovětskými silami účastnily Invaze do Polska.

## Rozloha a obyvatelstvo
Svobodné město Gdaňsk mělo rozlohu 1 966 čtverečních kilometrů. Více než 95 % z jeho přibližně 360 000 obyvatel tvořili Němci, zbytek Kašubové a Poláci.